# Tordylium trachycarpum
Tordylium trachycarpum är en växtart i släktet Tordylium och familjen flockblommiga växter. Den beskrevs av Pierre Edmond Boissier, och fick sitt nu gällande namn av Al-Eisawi 1982.
Arten är en ettårig ört som förekommer från östra Medelhavsområdet till norra Irak.